# Яново (Быховский район)
Я́ново (бел. Янава) — посёлок в составе Новобыховского сельсовета Быховского района Могилёвской области Белоруссии.

## Население
- 1897 год — 6 жителей
- 1909 год — 17 жителей
- 1926 год — 72 жителя
- 1982 год — 24 жителя
- 2009 год — 5 жителей